# Night Must Fall
Night Must Fall is een Britse thriller uit 1964 onder regie van Karel Reisz.

## Verhaal
Danny is een psychopathische moordenaar. Hij wint de trekt in bij een oudere vrouw en versiert bovendien haar aantrekkelijke dochter. In zijn kamer bewaart hij in een hoedendoos het hoofd van zijn laatste slachtoffer. Hij voert er satanische rituelen op uit.

## Rolverdeling
| Acteur          | Personage          |
| --------------- | ------------------ |
| Albert Finney   | Danny              |
| Mona Washbourne | Mevrouw Bramson    |
| Susan Hampshire | Olivia Greyne      |
| Sheila Hancock  | Dora Parkoe        |
| Michael Medwin  | Derek              |
| Joe Gladwin     | Dodge              |
| Martin Wyldeck  | Inspecteur Willett |
| John Gill       | Foster             |